# Cassipourea subsessilis
Cassipourea subsessilis là một loài thực vật có hoa trong họ Rhizophoraceae. Loài này được Britton mô tả khoa học đầu tiên năm 1908.